# Gran Chaco
Il Gran Chaco, talvolta indicato semplicemente come Chaco, (probabilmente dal termine in quechua chaku, territorio di caccia) è una delle principali regioni geografiche del Sud America, si estende per parte degli attuali territori di Argentina, Bolivia, Cile, Brasile e Paraguay, tra i fiumi Paraguay e Paraná e l'altopiano andino.

## Clima
Il Gran Chaco è una regione moderatamente umida e in alcune zone semiarida, non sempre adatta al proliferare della vita umana e degli insediamenti urbani. Tuttavia la sua parte meridionale (il cosiddetto Chaco Austral), appartenente in massima parte all'Argentina, è un territorio discretamente piovoso (1500 mm annui circa a Formosa e 1200-1300 mm a Reconquista) che lo rende particolarmente propizio allo sfruttamento agricolo e forestale.
In considerazione delle latitudini nelle quali si estende è una regione molto calda e a clima subtropicale. Tuttavia per via di venti stagionali (e specialmente le correnti antartiche) possono verificarsi grandi variazioni termiche tra le differenti stagioni o anche tra il giorno e la notte.
In questo modo nella zona delle Salinas Grandes, situata nel limite sud-est del Gran Chaco, durante le estati (e specialmente in gennaio) le temperature superano i 44 °C, mentre vicino ad Asunción non di rado in alcune notti di luglio (inverno) le temperature si abbassano quasi a raggiungere gli 0 °C, e in Santa Cruz de la Sierra si possono verificare i cosiddetti surazos (sempre a luglio) che consistono in un abbassamento della temperatura a quasi 10 gradi nonostante sia una zona molto a nord del tropico del Capricorno.

## Ecosistema
L'ecosistema del Gran Chaco è unico e sta lentamente venendo distrutto dalla colonizzazione umana con l'introduzione di allevamenti estensivi, incendi di vegetazione, e decisioni agricole irresponsabili.
Fortunatamente negli ultimi anni molti gruppi stanno tentando di proteggerlo.

## Etnografia
Gli abitanti originari nell'era precolombiana furono principalmente appartenenti al gruppo chiamato dei pámpidos, in seguito dopo la conquista spagnola la regione ha subito importanti flussi migratori da appartenenti al gruppo Guaraní e dall'est da appartenenti a gruppi culturali andini.
Dal 1880, crebbe la presenza di popolazioni di origine europea in tutto il Gran Chaco.
Mennoniti arrivarono nella parte paraguayana della regione dal Canada negli anni venti; molta gente arrivò dall'URSS negli anni trenta, e ancora di più dopo la seconda guerra mondiale. Questi crearono alcuni dei centri abitati più popolosi del Gran Chaco.

### Popolazioni indigene del Gran Chaco
- Abipón - estinta
- Ayoreo
- Chamacoco
- Chiquitano
- Enxet
- Enlhet
- Guana
- Pai Tavytera
- Sanapaná
- Ava Guaraní
- Mbyá
- Simba Guaraní
- Guarayo
- Kaiwá
- Chiripá
- Chané
- Tapieté
- Maskoy
- Wichí
- Nivaclé
- Chorote
- Mocoví
- Pilagá
- Toba
- Maká
- Yuqui

## Storia
Fino al XVIII secolo il Gran Chaco era un territorio pressoché inesplorato dagli occidentali a causa delle resistenze delle popolazioni aborigene. I primi europei che tentarono un approccio furono i missionari gesuiti tra i quali, già nella seconda metà del XVI secolo, Alonso Barzana i cui resoconti, insieme agli studi successivi del confratello Antonio Maccioni penetratovi al seguito della spedizione militare organizzata dal governatore di Tucumán, Esteban de Urízar, nel 1710 e 1711, contribuirono ad un'opera del 1733 del cronista delle Indie e storico Pedro Lozano, anch'egli gesuita, che riporta la descrizione geografica, storica, etnico-antropologica e linguistica del vasto territorio.
I missionari della Compagnia di Gesù furono poi espulsi nel 1767 e, mentre i governi spagnoli proseguirono nell'occupazione del Chaco sottomettendo gli aborigeni, la loro opera fu continuata dai francescani.
Il Gran Chaco fu un territorio conteso fin dal 1810, non comprendente la totalità della regione fisica omonima. Ufficialmente, era probabilmente parte della Bolivia, ma il Paraguay cominciò a scacciarvi le popolazioni native e a stabilirvi insediamenti mentre la Bolivia non si curò di quest'area praticamente disabitata. Successivamente questo territorio divenne conteso dai due stati fino a sfociare nella Guerra del Chaco (1932-1935).
Probabilmente la vera causa scatenante della guerra fu il sospetto dalla presenza di petrolio nel Chaco Boreale, una regione delimitata a sud dal fiume Pilcomayo e ad est dal fiume Paraguay. Inoltre la Bolivia vedeva nel fiume Paraguay la possibilità di esportare via nave il petrolio fino al mare essendo un paese privo di sbocchi sul mare dopo aver perso la costa pacifica in una precedente guerra. Successivamente fu firmata la pace nel 1938 che garantisce al Paraguay tre quarti del Chaco Boreale e alla Bolivia un corridoio fino al fiume Paraguay.
Camiri è stato il più importante centro petrolifero della Bolivia durante gli anni settanta ed ottanta, mentre Villamontes è cresciuta enormemente ad inizio del XXI secolo grazie alla vicinanza con i giacimenti di gas tra i più grandi del sud america.
Nel 1995, il Kaa Iya del Parco Nazionale del Gran Chaco è stato creato in una zona Chaco boliviano. È amministrato unicamente da popolazioni indigene che includono gli Izoceño Guaraní, gli Ayoreode, e i Chiquitano.